# Bert McCracken
Robert Edward McCracken, ismertebb nevén Bert McCracken (Provo, 1982. február 25. –) a The Used amerikai rockegyüttes énekese.

## Élete
A Utah állami Oremben nőtt fel. Mormoncsaládban nőtt fel három nővérével (Katie, Melanie, Rachel) és egy öccsével (Joseph Taylor). A Timpanogos High Schoolba járt, amit 16 évesen félbehagyott. 2001-ben lépett be a The Used-ba.

## Karrierje
2001 januárjában, amikor a Dumb Luck nevű zenekar (amelyből később The Used lett) énekest keresett, az akkora gitárosnak, Quinnnek eszébe jutott Bert. Miután megkapta a zenét, amit a zenekar dalszöveg nélkül írt, Bert megírta a Maybe Memories-t. A zenekar azonnal felvette őt és megváltoztatták a nevüket "Used"-ra. Amikor John Feldmann felfedezte és leszerződtette őket a Reprise Recordsnál, megváltoztatták a nevüket "The Used"-ra, mert a "Used" már foglalt volt. 2002. június 25-én kiadták debütáló albumukat, a The Used-ot.